# Kisubi
Kisubi est une commune ougandaise de la région du Centre.

## Situation
Kisubi se trouve dans le district de Wakiso, sur la route Kampala-Entebbe, à environ 17,5 km au nord-est de l'aéroport international d'Entebbe.